# Mulgrew-Nunatak
Der Mulgrew-Nunatak ist ein markanter und rund 1600 m hoher Nunatak in der antarktischen Ross Dependency. In den Cook Mountains ragt er 6 km östlich des Tentacle Ridge auf. Sein Gipfel trägt den Namen Peter Crest.
Die Mannschaft zur Erkundung des Darwin-Gletschers bei der Commonwealth Trans-Antarctic Expedition (1955–1958) kartierte und benannte ihn. Namensgeber ist Peter David Mulgrew (1927–1979), leitender Funker auf der Scott Base, der Edmund Hillary während dieser Expedition auf dem Weg zum geographischen Südpol begleitet hatte.